# Tommy Samuelsson
Pour les articles homonymes, voir Samuelsson.
Tommy Samuelsson (né le 16 janvier 1960 à Degerfors en Suède) est un joueur professionnel de hockey sur glace professionnel devenu entraîneur. Il évolue au poste de défenseur.

## Biographie

### Carrière en club
En 1977, ce joueur formé au Mariestad BOIS Hockey commence sa carrière avec le Färjestads BK dans la Elitserien, l'élite suédoise. L'équipe remporte trois titres nationaux en 1981, 1986 et 1988. En 1995, il part en Autriche au Wiener EV. Il met un terme à sa carrière en 1998. Son numéro 2 est retiré le 14 décembre 1998 par le Färjestads BK.

### Carrière internationale
Il représente la Suède au niveau international. Il a participé aux Jeux olympiques de 1980 et 1988 décrochant deux médailles de bronze. Il a pris part aux championnats du monde remportant trois médailles d'argent. Il a été sélectionné dans les équipes nationales jeunes.

## Trophées et honneurs personnels

### Elitserien
- 1986 : remporte le Guldpucken.

## Statistiques
| Saison    | Équipe        | Ligue      |    | Saison régulière | Saison régulière | Saison régulière | Saison régulière | Saison régulière |   | Séries éliminatoires | Séries éliminatoires | Séries éliminatoires | Séries éliminatoires | Séries éliminatoires |
| Saison    | Équipe        | Ligue      | PJ | B                | A                | Pts              | Pun              | PJ               | B | A                    | Pts                  | Pun                  |                      |                      |
| 1976-1977 | Färjestads BK | Elitserien | 1  | 0                | 0                | 0                | 0                |                  |   |                      |                      |                      |                      |                      |
| 1977-1978 | Färjestads BK | Elitserien | 3  | 0                | 0                | 0                | 0                |                  |   |                      |                      |                      |                      |                      |
| 1978-1979 | Färjestads BK | Elitserien | 34 | 3                | 2                | 5                | 16               | 3                | 0 | 0                    | 0                    | 0                    |                      |                      |
| 1979-1980 | Färjestads BK | Elitserien | 36 | 3                | 6                | 9                | 20               |                  |   |                      |                      |                      |                      |                      |
| 1980-1981 | Färjestads BK | Elitserien | 36 | 2                | 7                | 9                | 18               | 7                | 1 | 0                    | 1                    | 6                    |                      |                      |
| 1981-1982 | Färjestads BK | Elitserien | 36 | 6                | 8                | 14               | 28               | 2                | 0 | 1                    | 1                    | 0                    |                      |                      |
| 1982-1983 | Färjestads BK | Elitserien | 36 | 6                | 17               | 23               | 22               | 8                | 3 | 5                    | 8                    | 6                    |                      |                      |
| 1983-1984 | Färjestads BK | Elitserien | 28 | 7                | 15               | 22               | 26               |                  |   |                      |                      |                      |                      |                      |
| 1984-1985 | Färjestads BK | Elitserien | 36 | 0                | 9                | 9                | 26               | 3                | 0 | 1                    | 1                    | 2                    |                      |                      |
| 1985-1986 | Färjestads BK | Elitserien | 36 | 9                | 17               | 26               | 24               | 8                | 0 | 8                    | 8                    | 4                    |                      |                      |
| 1986-1987 | Färjestads BK | Elitserien | 36 | 7                | 15               | 22               | 16               | 7                | 1 | 4                    | 5                    | 0                    |                      |                      |
| 1987-1988 | Färjestads BK | Elitserien | 31 | 4                | 11               | 15               | 32               |                  |   |                      |                      |                      |                      |                      |
| 1988-1989 | Färjestads BK | Elitserien | 36 | 6                | 19               | 25               | 18               | 3                | 0 | 1                    | 1                    | 2                    |                      |                      |
| 1989-1990 | Färjestads BK | Elitserien | 36 | 7                | 18               | 25               | 20               | 10               | 2 | 4                    | 6                    | 2                    |                      |                      |
| 1990-1991 | Färjestads BK | Elitserien | 39 | 4                | 11               | 15               | 44               | 8                | 1 | 3                    | 4                    | 2                    |                      |                      |
| 1991-1992 | Färjestads BK | Elitserien | 38 | 6                | 27               | 33               | 30               | 6                | 0 | 1                    | 1                    | 6                    |                      |                      |
| 1992-1993 | Färjestads BK | Elitserien | 39 | 7                | 10               | 17               | 28               | 3                | 0 | 2                    | 2                    | 6                    |                      |                      |
| 1993-1994 | Färjestads BK | Elitserien | 22 | 1                | 4                | 5                | 4                |                  |   |                      |                      |                      |                      |                      |
| 1994-1995 | Färjestads BK | Elitserien | 38 | 2                | 7                | 9                | 20               | 4                | 0 | 0                    | 0                    | 2                    |                      |                      |
| 1995-1996 | Wiener EV     | Autriche   | 33 | 4                | 26               | 30               | 14               |                  |   |                      |                      |                      |                      |                      |
| 1996-1997 | HC Lucerne    | LNB        | 36 | 3                | 9                | 12               | 26               |                  |   |                      |                      |                      |                      |                      |
| 1997-1998 | Wiener EV     | Autriche   | 30 | 4                | 7                | 11               | 8                |                  |   |                      |                      |                      |                      |                      |